# 脱乙酰氧基头孢菌素-C合酶
脱乙酰氧基头孢菌素-C合酶（英語：Deacetoxycephalosporin-C synthase；EC 1.14.20.1）在酶学中是一个催化如下化学反应的酶。
青霉素N + α-酮戊二酸 + O2 {\displaystyle \rightleftharpoons } 脱乙酰氧基头孢菌素C + 琥珀酸 + CO2 + H2O
此酶的三种底物分别是青霉素N、α-酮戊二酸与氧气，而它的四种产物则分别是脱乙酰氧基头孢菌素C、琥珀酸、二氧化碳与水。
此酶属于氧化还原酶家族，特异性地作用于配对的供体，并以氧气作为氧化剂结合或还原氧气。被结合的氧无需借由α-酮戊二酸作为一个供体或是被脱氢的方式被传递。此酶类的系统命名为青霉素-N,2-酮戊二酸：氧氧化还原酶（扩环）。通常使用的其他名称包括了DAOCS、青霉素N扩环酶与DAOC合酶。此酶参与青霉素与头孢菌素生物合成。

## 结构研究
2007年7月下旬时此类酶的结构已被解决，其蛋白质数据库新增编号为1UNB、1UO9、1UOB、1UOF、1UOG、1W28与1W2A。